# Jan Betley

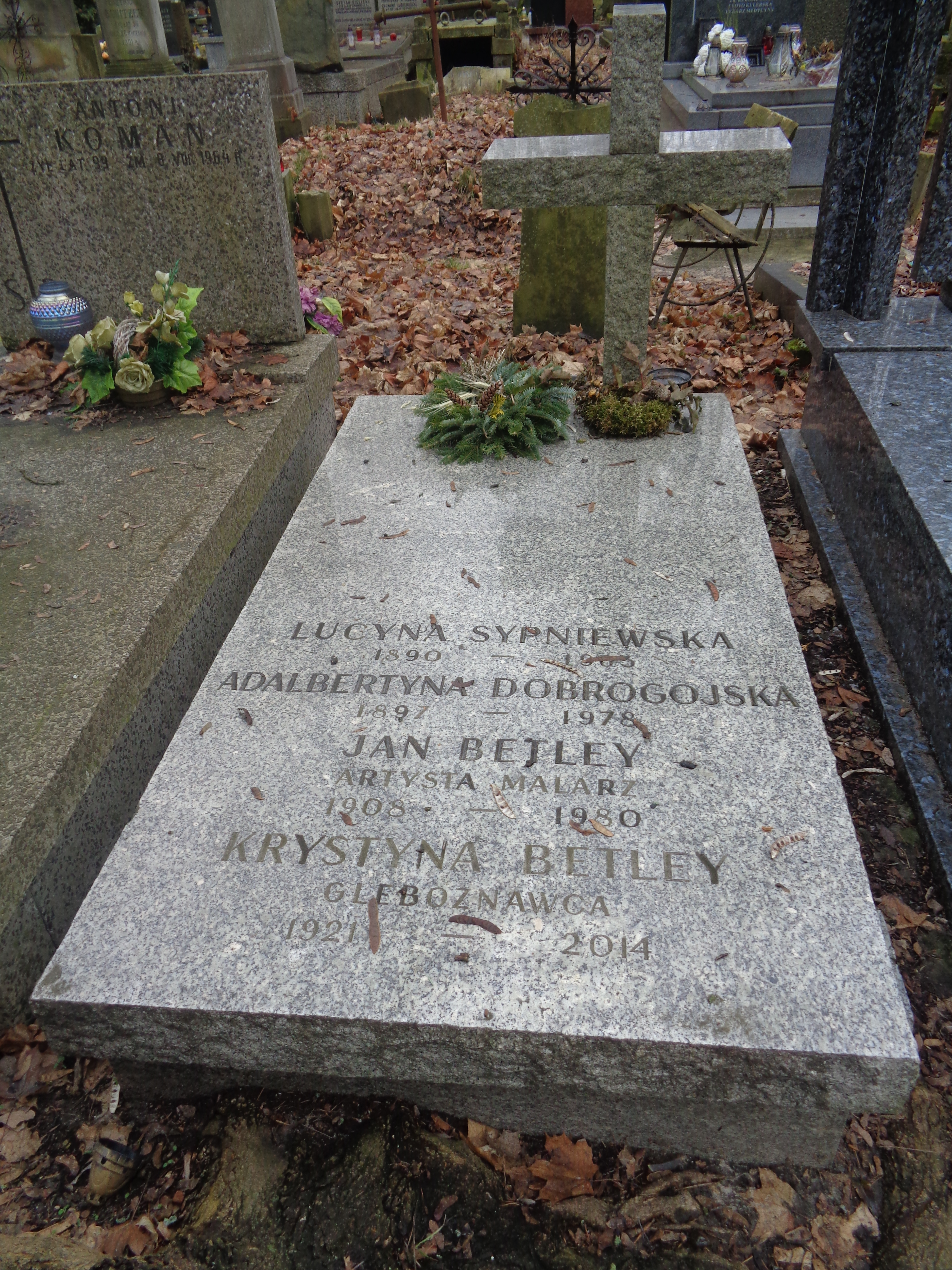
Grób Jana Betleya na cmentarzu Powązkowskim w Warszawie

Jan Tadeusz Betley (ur. 28 lutego 1908 w Płocku, zm. 4 kwietnia 1980 w Warszawie) – polski artysta malarz.

## Życiorys
Urodził się w rodzinie Stefana (1878–1921) i Stanisławy z Ligowskich. Ukończył gimnazjum w Płocku. Przed wstąpieniem w 1930 do Akademii Sztuk Pięknych w Warszawie, uczęszczał do Szkoły Sztuk Pięknych, która w 1932 otrzymała nazwę Akademii. W Akademii studiował pod kierunkiem profesora Tadeusza Pruszkowskiego, gdzie w 1936 uzyskał absolutorium z pierwszą nagrodą. Od 1935 roku był członkiem stowarzyszenia plastyków „Grupa Czwarta”, które powstało z inspiracji prof. Tadeusza Pruszkowskiego i składała się w owym czasie z jego najmłodszych wychowanków. Uprawiał malarstwo sztalugowe (olej, akwarela) – pejzaż, sceny rodzajowe, konie, portret. Jego przedwojenny dorobek malarski uległ w czasie wojny niemal całkowitemu zniszczeniu.
W 1948 rozpoczął pracę w warszawskiej Akademii Sztuk Pięknych na stanowisku asystenta, później adiunkta, a od 1967 – docenta. Wprawdzie urodził się w Płocku, ale całe swe artystyczne życie związał z Warszawą, gdzie mieszkał, studiował, pracował i wystawiał. Ta ścisła więź ze stolicą sprawiła, że stał się malarzem warszawskim, malarzem Starego i Nowego Miasta.
Mieszkał w Warszawie przy ul. Nowolipki 43/4. Po śmierci spoczął na cmentarzu Powązkowskim (kwatera 264-6-10).

### Małżeństwo
Od 1935 był mężem Hanny Elżbiety z Pachniewskich.

## Ordery i odznaczenia
- Srebrny Krzyż Zasługi (15 lipca 1954)[7]
- Medal 10-lecia Polski Ludowej (19 stycznia 1955)[8]